# Osyp Zawadowski
Osyp Zawadowski (ur. 1807, zm. 15 listopada 1879 w Winogradowie) – ksiądz greckokatolicki, poseł do Sejmu Krajowego Galicji i do austriackiej Rady Państwa.

## Życiorys
Ukończył seminarium greckokatolickie we Lwowie (1834). W 1835 uzyskał święcenia kapłańskie. Następnie był administratorem parafii w Spasie (1835–1836) w pow. doliińskim a potem w Majdanie (1836–1839) w pow. stanisławowskim. Proboszcz w Jaminicy (1840–1852) w pow. stanisławowskim i Winogradowie (1853–1879) w pow. tłumackim. 
Aktywny politycznie w latach 1870–1874 był prezesem Rady Powiatowej w Tłumaczu. Poseł do Sejmu Krajowego Galicji III kadencji (1870–1876), Wybrany w IV kurii obwodu Stanisławów, z okręgu wyborczego nr 32 Tyśmienica-Tłumacz 16 września 1871 na miejsce Mychajła Demkowa. Należał do Klubu Ruskiego. Poseł do austriackiej Rady Państwa III kadencji (15 września 1870 – 10 sierpnia 1871) i  IV kadencji (27 grudnia 1871 – 21 kwietnia 1873), wybrany przez Sejm z kurii XV – jako delegat z grona posłów wiejskich okręgów: Stanisławów, Bohorodczany, Monasterzyska, Nadworna i Tyśmienica.